# Llista d'agrupacions de cambra de Girona
Grups de Cambra originaries a Girona entre el 1889 al 1945 trobem:
| Nom de l'Agrupació                       | Any de Creació |
| ---------------------------------------- | -------------- |
| Quintet Gerundense                       | 1889           |
| Octimino Musical                         | 1889           |
| Sextet Artistico Gerundense              | 1900           |
| Quintet Artistic Gerundense              | 1905           |
| Quintet Català                           | 1911           |
| Quartet de l'Academia Musical Gerundense | 1911           |
| Trio Gerió                               | 1914           |
| Quintet Epòrium                          | 1917           |
| Trio Canigó                              | 1920           |
| Quintet Girona                           | 1923           |
| Quintet Orpheo                           | 1926           |
| Trio Ràdio Girona                        | 1930           |
| Quartet Albéniz                          | 1930           |
| Trio Civil                               | 1932           |
| Quintet Vienès                           | 1945           |